# Mã quốc gia: C
- A
- B
- C
- D–E
- F
- G
- H–I
- J–K
- L
- M
- N
- O–Q
- R
- S
- T
- U–Z

## Campuchia
| ISO 3166-1 numeric 116        | ISO 3166-1 alpha-3 KHM | ISO 3166-1 alpha-2 KH              | Tiền tố mã sân bay ICAO VD       |
| Mã E.164 +855                 | Mã quốc gia IOC CAM    | Tên miền quốc gia cấp cao nhất .kh | Tiền tố đăng ký sân bay ICAO XU- |
| Mã quốc gia di động E.212 456 | Mã ba ký tự NATO KHM   | Mã hai ký tự NATO (lỗi thời) CB    | Mã MARC LOC CB                   |
| ID hàng hải ITU 514, 515      | Mã ký tự ITU CBG       | Mã quốc gia FIPS CB                | Mã biển giấy phép K              |
| Tiền tố GTIN GS1 884          | Mã quốc gia UNDP CMB   | Mã quốc gia WMO KP                 | Tiền tố callsign ITU XUA-XUZ     |

## Cameroon
| ISO 3166-1 numeric 120        | ISO 3166-1 alpha-3 CMR | ISO 3166-1 alpha-2 CM              | Tiền tố mã sân bay ICAO FK       |
| Mã E.164 +237                 | Mã quốc gia IOC CMR    | Tên miền quốc gia cấp cao nhất .cm | Tiền tố đăng ký sân bay ICAO TJ- |
| Mã quốc gia di động E.212 624 | Mã ba ký tự NATO CMR   | Mã hai ký tự NATO (lỗi thời) CM    | Mã MARC LOC CM                   |
| ID hàng hải ITU 613           | Mã ký tự ITU CME       | Mã quốc gia FIPS CM                | Mã biển giấy phép CAM            |
| Tiền tố GTIN GS1 —            | Mã quốc gia UNDP CMR   | Mã quốc gia WMO CM                 | Tiền tố callsign ITU TJA-TJZ     |

## Canada
| ISO 3166-1 numeric 124            | ISO 3166-1 alpha-3 CAN | ISO 3166-1 alpha-2 CA              | Tiền tố mã sân bay ICAO C                                                |
| Mã E.164 +1                       | Mã quốc gia IOC CAN    | Tên miền quốc gia cấp cao nhất .ca | Tiền tố đăng ký sân bay ICAO C-, CF-, CG-                                |
| Mã quốc gia di động E.212 302     | Mã ba ký tự NATO CAN   | Mã hai ký tự NATO (lỗi thời) CA    | Mã MARC LOC XXC                                                          |
| ID hàng hải ITU 316               | Mã ký tự ITU CAN       | Mã quốc gia FIPS CA                | Mã biển giấy phép CDN                                                    |
| Tiền tố GTIN GS1 000-139, 754-755 | Mã quốc gia UNDP CAN   | Mã quốc gia WMO CN                 | Tiền tố callsign ITU CFA-CKZ, CYA-CZZ, VAA-VGZ VOA-VOZ, VXA-VYZ, XJA-XOZ |

## Cabo Verde
| ISO 3166-1 numeric 132        | ISO 3166-1 alpha-3 CPV | ISO 3166-1 alpha-2 CV              | Tiền tố mã sân bay ICAO GV              |
| Mã E.164 +238                 | Mã quốc gia IOC CPV    | Tên miền quốc gia cấp cao nhất .cv | Tiền tố đăng ký sân bay ICAO D4-        |
| Mã quốc gia di động E.212 625 | Mã ba ký tự NATO CPV   | Mã hai ký tự NATO (lỗi thời) CV    | Mã MARC LOC CV                          |
| ID hàng hải ITU 617           | Mã ký tự ITU CPV       | Mã quốc gia FIPS CV                | Mã biển giấy phép CV (không chính thức) |
| Tiền tố GTIN GS1 —            | Mã quốc gia UNDP CVI   | Mã quốc gia WMO CV                 | Tiền tố callsign ITU D4A-D4Z            |

## Caribe Hà Lan
| ISO 3166-1 numeric 535      | ISO 3166-1 alpha-3 BES | ISO 3166-1 alpha-2 BQ              | Tiền tố mã sân bay ICAO TN     |
| Mã E.164 +599               | Mã quốc gia IOC —      | Tên miền quốc gia cấp cao nhất .bq | Tiền tố đăng ký sân bay ICAO — |
| Mã quốc gia di động E.212 — | Mã ba ký tự NATO —     | Mã hai ký tự NATO (lỗi thời) —     | Mã MARC LOC —                  |
| ID hàng hải ITU —           | Mã ký tự ITU —         | Mã quốc gia FIPS —                 | Mã biển giấy phép —            |
| Tiền tố GTIN GS1 —          | Mã quốc gia UNDP —     | Mã quốc gia WMO —                  | Tiền tố callsign ITU PJA-PJZ   |

## Quần đảo Cayman
| ISO 3166-1 numeric 136        | ISO 3166-1 alpha-3 CYM | ISO 3166-1 alpha-2 KY              | Tiền tố mã sân bay ICAO MW         |
| Mã E.164 +1 345               | Mã quốc gia IOC CAY    | Tên miền quốc gia cấp cao nhất .ky | Tiền tố đăng ký sân bay ICAO VR-C- |
| Mã quốc gia di động E.212 346 | Mã ba ký tự NATO CYM   | Mã hai ký tự NATO (lỗi thời) CJ    | Mã MARC LOC CJ                     |
| ID hàng hải ITU 319           | Mã ký tự ITU CYM       | Mã quốc gia FIPS CJ                | Mã biển giấy phép —                |
| Tiền tố GTIN GS1 —            | Mã quốc gia UNDP CAY   | Mã quốc gia WMO GC                 | Tiền tố callsign ITU —             |

## Trung Phi
| ISO 3166-1 numeric 140        | ISO 3166-1 alpha-3 CAF | ISO 3166-1 alpha-2 CF              | Tiền tố mã sân bay ICAO FE       |
| Mã E.164 +236                 | Mã quốc gia IOC CAF    | Tên miền quốc gia cấp cao nhất .cf | Tiền tố đăng ký sân bay ICAO TL- |
| Mã quốc gia di động E.212 623 | Mã ba ký tự NATO CAF   | Mã hai ký tự NATO (lỗi thời) CT    | Mã MARC LOC CX                   |
| ID hàng hải ITU 612           | Mã ký tự ITU CAF       | Mã quốc gia FIPS CT                | Mã biển giấy phép RCA            |
| Tiền tố GTIN GS1 —            | Mã quốc gia UNDP CAF   | Mã quốc gia WMO CE                 | Tiền tố callsign ITU TLA-TLZ     |

## Tchad
| ISO 3166-1 numeric 148        | ISO 3166-1 alpha-3 TCD | ISO 3166-1 alpha-2 TD              | Tiền tố mã sân bay ICAO FT       |
| Mã E.164 +235                 | Mã quốc gia IOC CHA    | Tên miền quốc gia cấp cao nhất .td | Tiền tố đăng ký sân bay ICAO TT- |
| Mã quốc gia di động E.212 622 | Mã ba ký tự NATO TCD   | Mã hai ký tự NATO (lỗi thời) CD    | Mã MARC LOC CD                   |
| ID hàng hải ITU 670           | Mã ký tự ITU TCD       | Mã quốc gia FIPS CD                | Mã biển giấy phép TCH, TD        |
| Tiền tố GTIN GS1 —            | Mã quốc gia UNDP CHD   | Mã quốc gia WMO CD                 | Tiền tố callsign ITU TTA-TTZ     |

## Chile
| ISO 3166-1 numeric 152        | ISO 3166-1 alpha-3 CHL | ISO 3166-1 alpha-2 CL              | Tiền tố mã sân bay ICAO SC, NE               |
| Mã E.164 +56                  | Mã quốc gia IOC CHI    | Tên miền quốc gia cấp cao nhất .cl | Tiền tố đăng ký sân bay ICAO CC-             |
| Mã quốc gia di động E.212 730 | Mã ba ký tự NATO CHL   | Mã hai ký tự NATO (lỗi thời) CI    | Mã MARC LOC CL                               |
| ID hàng hải ITU 725           | Mã ký tự ITU CHL       | Mã quốc gia FIPS CI                | Mã biển giấy phép RCH                        |
| Tiền tố GTIN GS1 780          | Mã quốc gia UNDP CHI   | Mã quốc gia WMO CH                 | Tiền tố callsign ITU 3GA-3GZ,CAA-CEZ,XQA-XRZ |

## Trung Quốc
| ISO 3166-1 numeric 156             | ISO 3166-1 alpha-3 CHN | ISO 3166-1 alpha-2 CN              | Tiền tố mã sân bay ICAO ZB, ZG, ZH, ZJ, ZL, ZP ZS, ZT, ZU, ZW, ZY |
| Mã E.164 +86                       | Mã quốc gia IOC CHN    | Tên miền quốc gia cấp cao nhất .cn | Tiền tố đăng ký sân bay ICAO B-                                   |
| Mã quốc gia di động E.212 460, 461 | Mã ba ký tự NATO CHN   | Mã hai ký tự NATO (lỗi thời) CH    | Mã MARC LOC CC                                                    |
| ID hàng hải ITU 412, 413           | Mã ký tự ITU CHN       | Mã quốc gia FIPS CH                | Mã biển giấy phép PRC (không chính thức)                          |
| Tiền tố GTIN GS1 690-695           | Mã quốc gia UNDP CPR   | Mã quốc gia WMO CI                 | Tiền tố callsign ITU 3HA-3UZ,BAA-BZZ,XSA-XSZ                      |

## Đảo Giáng Sinh
| ISO 3166-1 numeric 162        | ISO 3166-1 alpha-3 CXR | ISO 3166-1 alpha-2 CX              | Tiền tố mã sân bay ICAO YP       |
| Mã E.164 +61                  | Mã quốc gia IOC —      | Tên miền quốc gia cấp cao nhất .cx | Tiền tố đăng ký sân bay ICAO VH- |
| Mã quốc gia di động E.212 505 | Mã ba ký tự NATO CXR   | Mã hai ký tự NATO (lỗi thời) KT    | Mã MARC LOC XA                   |
| ID hàng hải ITU 516           | Mã ký tự ITU CHR       | Mã quốc gia FIPS KT                | Mã biển giấy phép —              |
| Tiền tố GTIN GS1 —            | Mã quốc gia UNDP —     | Mã quốc gia WMO KI                 | Tiền tố callsign ITU —           |

## Quần đảo Cocos (Keeling)
| ISO 3166-1 numeric 166        | ISO 3166-1 alpha-3 CCK | ISO 3166-1 alpha-2 CC              | Tiền tố mã sân bay ICAO —        |
| Mã E.164 +61                  | Mã quốc gia IOC —      | Tên miền quốc gia cấp cao nhất .cc | Tiền tố đăng ký sân bay ICAO VH- |
| Mã quốc gia di động E.212 505 | Mã ba ký tự NATO CCK   | Mã hai ký tự NATO (lỗi thời) CK    | Mã MARC LOC XB                   |
| ID hàng hải ITU 523           | Mã ký tự ITU ICO       | Mã quốc gia FIPS CK                | Mã biển giấy phép —              |
| Tiền tố GTIN GS1 —            | Mã quốc gia UNDP —     | Mã quốc gia WMO KK                 | Tiền tố callsign ITU —           |

## Colombia
| ISO 3166-1 numeric 170        | ISO 3166-1 alpha-3 COL | ISO 3166-1 alpha-2 CO              | Tiền tố mã sân bay ICAO SK            |
| Mã E.164 +57                  | Mã quốc gia IOC COL    | Tên miền quốc gia cấp cao nhất .co | Tiền tố đăng ký sân bay ICAO HJ-, HK- |
| Mã quốc gia di động E.212 732 | Mã ba ký tự NATO COL   | Mã hai ký tự NATO (lỗi thời) CO    | Mã MARC LOC CK                        |
| ID hàng hải ITU 730           | Mã ký tự ITU CLM       | Mã quốc gia FIPS CO                | Mã biển giấy phép CO                  |
| Tiền tố GTIN GS1 770-771      | Mã quốc gia UNDP COL   | Mã quốc gia WMO CO                 | Tiền tố callsign ITU 5JA-5KZ, HJA-HKZ |

## Comoros
| ISO 3166-1 numeric 174        | ISO 3166-1 alpha-3 COM | ISO 3166-1 alpha-2 KM              | Tiền tố mã sân bay ICAO FMC              |
| Mã E.164 +269                 | Mã quốc gia IOC COM    | Tên miền quốc gia cấp cao nhất .km | Tiền tố đăng ký sân bay ICAO D6-         |
| Mã quốc gia di động E.212 654 | Mã ba ký tự NATO COM   | Mã hai ký tự NATO (lỗi thời) CN    | Mã MARC LOC CQ                           |
| ID hàng hải ITU 616           | Mã ký tự ITU COM       | Mã quốc gia FIPS CN                | Mã biển giấy phép COM (không chính thức) |
| Tiền tố GTIN GS1 —            | Mã quốc gia UNDP COI   | Mã quốc gia WMO IC                 | Tiền tố callsign ITU D6A-D6Z             |

## Cộng hòa Dân chủ Congo
| ISO 3166-1 numeric 180        | ISO 3166-1 alpha-3 COD | ISO 3166-1 alpha-2 CD              | Tiền tố mã sân bay ICAO FZ       |
| Mã E.164 +243                 | Mã quốc gia IOC COD    | Tên miền quốc gia cấp cao nhất .cd | Tiền tố đăng ký sân bay ICAO 9Q- |
| Mã quốc gia di động E.212 630 | Mã ba ký tự NATO COD   | Mã hai ký tự NATO (lỗi thời) CG    | Mã MARC LOC CG                   |
| ID hàng hải ITU 676           | Mã ký tự ITU COD       | Mã quốc gia FIPS CG                | Mã biển giấy phép ZRE            |
| Tiền tố GTIN GS1 —            | Mã quốc gia UNDP ZAI   | Mã quốc gia WMO ZR                 | Tiền tố callsign ITU 9OA-9TZ     |

## Cộng hoà Congo
| ISO 3166-1 numeric 178        | ISO 3166-1 alpha-3 COG | ISO 3166-1 alpha-2 CG              | Tiền tố mã sân bay ICAO FC       |
| Mã E.164 +242                 | Mã quốc gia IOC CGO    | Tên miền quốc gia cấp cao nhất .cg | Tiền tố đăng ký sân bay ICAO TN- |
| Mã quốc gia di động E.212 629 | Mã ba ký tự NATO COG   | Mã hai ký tự NATO (lỗi thời) CF    | Mã MARC LOC CF                   |
| ID hàng hải ITU 615           | Mã ký tự ITU COG       | Mã quốc gia FIPS CF                | Mã biển giấy phép RCB            |
| Tiền tố GTIN GS1 —            | Mã quốc gia UNDP PRC   | Mã quốc gia WMO CG                 | Tiền tố callsign ITU TNA-TNZ     |

## Quần đảo Cook
| ISO 3166-1 numeric 184        | ISO 3166-1 alpha-3 COK | ISO 3166-1 alpha-2 CK              | Tiền tố mã sân bay ICAO NC               |
| Mã E.164 +682                 | Mã quốc gia IOC COK    | Tên miền quốc gia cấp cao nhất .ck | Tiền tố đăng ký sân bay ICAO —           |
| Mã quốc gia di động E.212 548 | Mã ba ký tự NATO COK   | Mã hai ký tự NATO (lỗi thời) CW    | Mã MARC LOC CW                           |
| ID hàng hải ITU 518           | Mã ký tự ITU CKH       | Mã quốc gia FIPS CW                | Mã biển giấy phép COK (không chính thức) |
| Tiền tố GTIN GS1 —            | Mã quốc gia UNDP CKI   | Mã quốc gia WMO KU                 | Tiền tố callsign ITU E5A-E5Z             |

## Costa Rica
| ISO 3166-1 numeric 188        | ISO 3166-1 alpha-3 CRI | ISO 3166-1 alpha-2 CR              | Tiền tố mã sân bay ICAO MR            |
| Mã E.164 +506                 | Mã quốc gia IOC CRC    | Tên miền quốc gia cấp cao nhất .cr | Tiền tố đăng ký sân bay ICAO TI-      |
| Mã quốc gia di động E.212 712 | Mã ba ký tự NATO CRI   | Mã hai ký tự NATO (lỗi thời) CS    | Mã MARC LOC CR                        |
| ID hàng hải ITU 321           | Mã ký tự ITU CTR       | Mã quốc gia FIPS CS                | Mã biển giấy phép CR                  |
| Tiền tố GTIN GS1 744          | Mã quốc gia UNDP COS   | Mã quốc gia WMO CS                 | Tiền tố callsign ITU TEA-TEZ, TIA-TIZ |

## Croatia
| ISO 3166-1 numeric 191        | ISO 3166-1 alpha-3 HRV | ISO 3166-1 alpha-2 HR              | Tiền tố mã sân bay ICAO LD       |
| Mã E.164 +385                 | Mã quốc gia IOC CRO    | Tên miền quốc gia cấp cao nhất .hr | Tiền tố đăng ký sân bay ICAO 9A- |
| Mã quốc gia di động E.212 219 | Mã ba ký tự NATO HRV   | Mã hai ký tự NATO (lỗi thời) HR    | Mã MARC LOC CI                   |
| ID hàng hải ITU 238           | Mã ký tự ITU HRV       | Mã quốc gia FIPS HR                | Mã biển giấy phép HR             |
| Tiền tố GTIN GS1 385          | Mã quốc gia UNDP CRO   | Mã quốc gia WMO HR                 | Tiền tố callsign ITU 9AA-9AZ     |

## Cuba
| ISO 3166-1 numeric 192        | ISO 3166-1 alpha-3 CUB | ISO 3166-1 alpha-2 CU              | Tiền tố mã sân bay ICAO MU                   |
| Mã E.164 +53                  | Mã quốc gia IOC CUB    | Tên miền quốc gia cấp cao nhất .cu | Tiền tố đăng ký sân bay ICAO CU-             |
| Mã quốc gia di động E.212 368 | Mã ba ký tự NATO CUB   | Mã hai ký tự NATO (lỗi thời) CU    | Mã MARC LOC CU                               |
| ID hàng hải ITU 323           | Mã ký tự ITU CUB       | Mã quốc gia FIPS CU                | Mã biển giấy phép CU                         |
| Tiền tố GTIN GS1 850          | Mã quốc gia UNDP CUB   | Mã quốc gia WMO CU                 | Tiền tố callsign ITU CLA-CMZ,COA-COZ,T4A-T4Z |

## Curaçao
| ISO 3166-1 numeric 531        | ISO 3166-1 alpha-3 CUW | ISO 3166-1 alpha-2 CW              | Tiền tố mã sân bay ICAO TN     |
| Mã E.164 +599                 | Mã quốc gia IOC —      | Tên miền quốc gia cấp cao nhất .cw | Tiền tố đăng ký sân bay ICAO — |
| Mã quốc gia di động E.212 362 | Mã ba ký tự NATO —     | Mã hai ký tự NATO (lỗi thời) —     | Mã MARC LOC NA                 |
| ID hàng hải ITU 306           | Mã ký tự ITU CUW       | Mã quốc gia FIPS —                 | Mã biển giấy phép —            |
| Tiền tố GTIN GS1 —            | Mã quốc gia UNDP —     | Mã quốc gia WMO NU                 | Tiền tố callsign ITU PJA-PJZ   |

## Síp
| ISO 3166-1 numeric 196        | ISO 3166-1 alpha-3 CYP | ISO 3166-1 alpha-2 CY              | Tiền tố mã sân bay ICAO LC                             |
| Mã E.164 +357                 | Mã quốc gia IOC CYP    | Tên miền quốc gia cấp cao nhất .cy | Tiền tố đăng ký sân bay ICAO 5B-                       |
| Mã quốc gia di động E.212 280 | Mã ba ký tự NATO CYP   | Mã hai ký tự NATO (lỗi thời) CY    | Mã MARC LOC CY                                         |
| ID hàng hải ITU 209, 210, 212 | Mã ký tự ITU CYP       | Mã quốc gia FIPS CY                | Mã biển giấy phép CY                                   |
| Tiền tố GTIN GS1 529          | Mã quốc gia UNDP CYP   | Mã quốc gia WMO CY                 | Tiền tố callsign ITU 5BA-5BZ, C4A-C4Z H2A-H2Z, P3A-P3Z |

## Cộng hòa Séc
| ISO 3166-1 numeric 203        | ISO 3166-1 alpha-3 CZE | ISO 3166-1 alpha-2 CZ              | Tiền tố mã sân bay ICAO LK       |
| Mã E.164 +420                 | Mã quốc gia IOC CZE    | Tên miền quốc gia cấp cao nhất .cz | Tiền tố đăng ký sân bay ICAO OK- |
| Mã quốc gia di động E.212 230 | Mã ba ký tự NATO CZE   | Mã hai ký tự NATO (lỗi thời) CZ    | Mã MARC LOC XR                   |
| ID hàng hải ITU 270           | Mã ký tự ITU CZE       | Mã quốc gia FIPS EZ                | Mã biển giấy phép CZ             |
| Tiền tố GTIN GS1 859          | Mã quốc gia UNDP CEH   | Mã quốc gia WMO CZ                 | Tiền tố callsign ITU OKA-OLZ     |